# Utilería

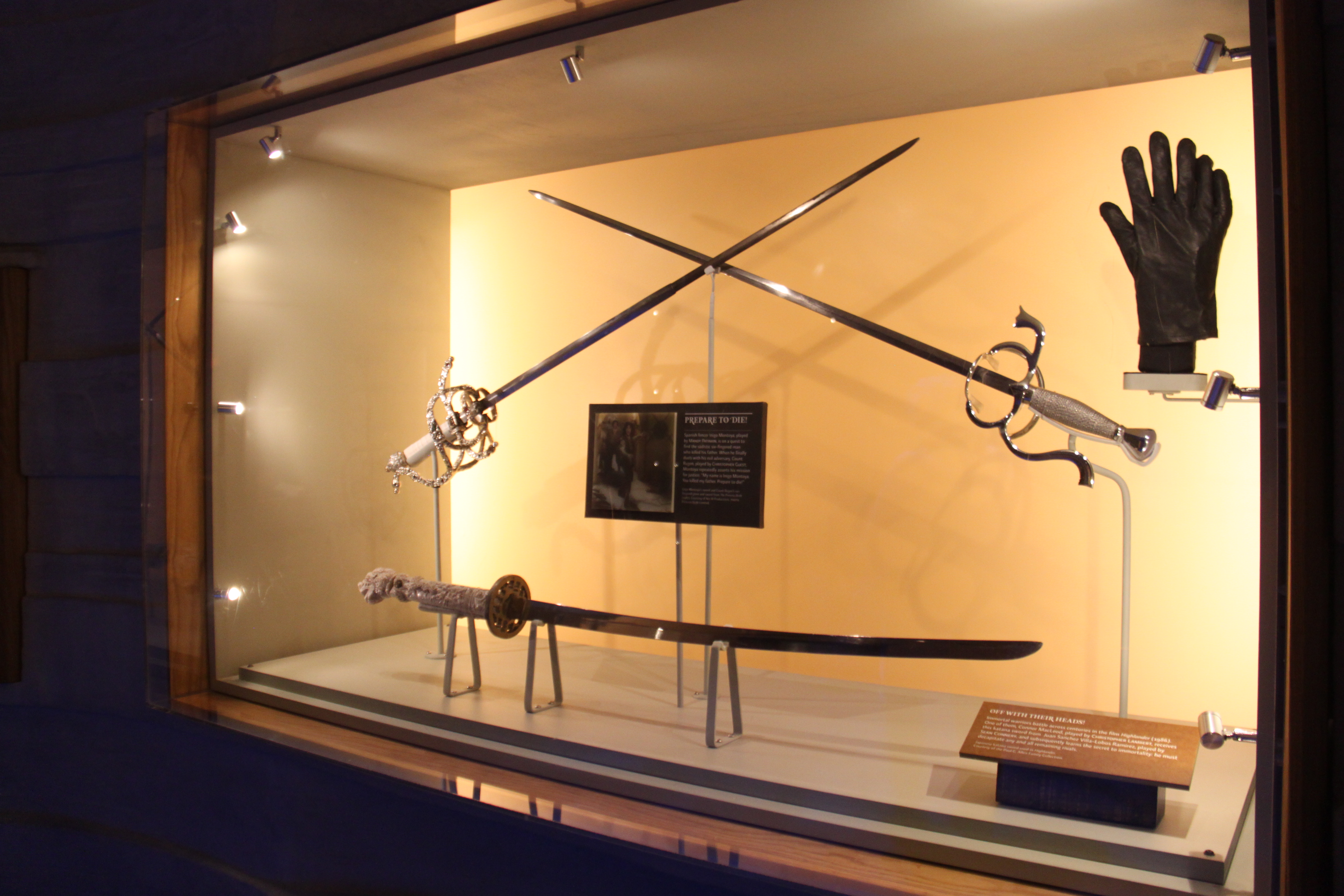
displayed at Fantasy: Worlds of Myth and Magic, Experience Music Project/Science Fiction Hall of Fame, Seattle

La utilería o atrezo (del it. attrezzo), tanto en el teatro como en el cine y la televisión, es el conjunto de objetos y enseres que aparecen en escena. A las personas responsables del atrezo se les conoce como atrecistas o utileros. Son accesorios utilizados por los personajes para interactuar durante una representación artística, o pequeños elementos que complementan la escenografía (como un jarrón o un cuadro) y el vestuario (como la bisutería o un reloj de pulsera). Junto con el vestuario y la escenografía, la utilería forma parte de los recursos necesarios para la representación teatral.
Entre algunos ejemplos de utilería se encuentran objetos de uso cotidiano, como lo son mesas, sillas, tazas, platos, monedas, etc. Dependiendo de la trama de la obra teatral, la utilería se basa en el ambiente del texto o en la ambientación escogida por el director para su puesta en escena. Pueden ser objetos comunes o creados por el autor, el diseñador de vestuario o el escenógrafo. Asimismo, la utilería puede ser elaborada por el equipo técnico de un montaje teatral, y en particular los utileros.

## Tipos de utilería
Se distinguen varios tipos de utilería según la utilización de los objetos:
- Utilería enfática: reagrupa a los objetos que resultan indispensables para el desarrollo de la acción, la comprensión de la trama o la psicología de un personaje. Por ejemplo, la copa de vino envenenado que provocará la muerte de un personaje, las gafas de un personaje con problemas de vista, o el reloj de pared que queda parado marcando la hora de un acontecimiento clave.
- Utilería de personaje o de mano: son los objetos manipulados por los actores en escena, como un paraguas, un periódico leído por un actor o un bolso.
- Utilería de escena: son los objetos que, como parte integrante del decorado, permanecen en escena durante toda la escena o la representación. Por ejemplo, un cuadro en una pared, una alfombra, un teléfono fijo o un televisor sobre un mueble.

Por otro lado, los elementos de utilería que pueden ser utilizados por los actores como en la vida real se califican de practicables: por ejemplo, un grifo del que sale agua al accionar el mando o una lámpara que se enciende al presionar su interruptor, se llaman "grifo practicable" y "lámpara practicable".